# Tourém
Tourém ist eine Gemeinde (Freguesia) im portugiesischen Kreis (Concelho) von Montalegre. In ihr leben 110 Einwohner (Stand 19. April 2021).

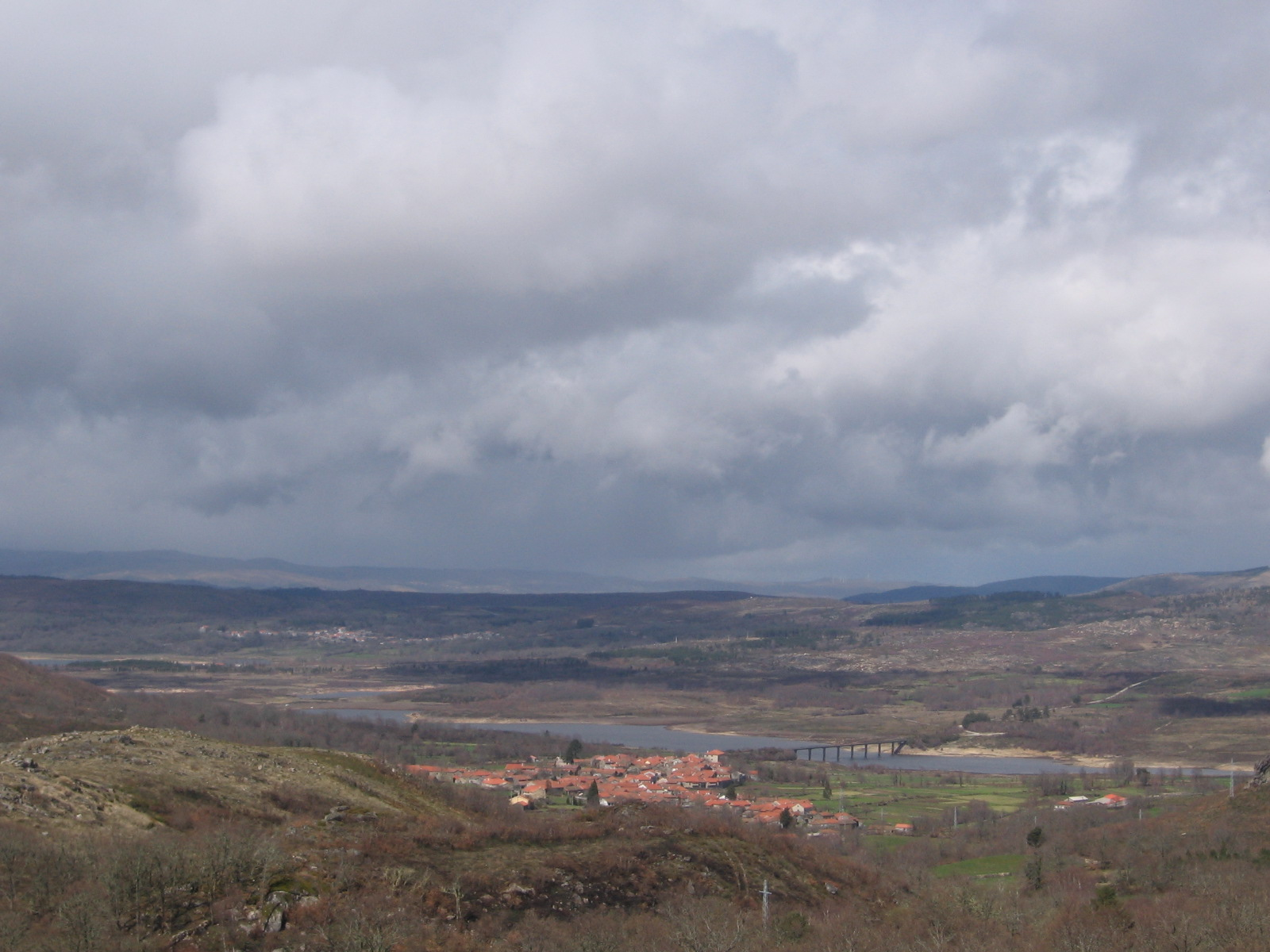
Das Dorf Tourém am Fluss Salas

## Geschichte
Erstmals offiziell erwähnt wurde der heutige Ort im Jahr 1065, in einer Schenkungsurkunde an das Kloster von Celanova. Seine ersten Stadtrechte (Foral) erhielt der Ort von König Sancho I. im Jahr 1211.

## Kultur und Sehenswürdigkeiten
Tourém liegt am nördlichen Rand des Nationalpark Peneda-Gerês. Im Ort ist eine Niederlassung des ökologischen Museums Ecomuseu de Barroso aus Montalegre eingerichtet, die sich mit dem Schmuggel, politischen Flüchtlingen, und anderen historischen Episoden des Grenzortes beschäftigt. Die Burgruinen des Castelo da Piconha, der alte Gemeinschaftsofen und die Kirche des Ortes sind weitere Sehenswürdigkeiten des Ortes.

## Verwaltung
Tourém ist Sitz einer gleichnamigen Gemeinde. Sie besteht nur aus dem einen Ort.